# Wolf Creek (Fernsehserie)
Wolf Creek ist eine australische Web-Fernsehserie. Die Serie, welche den gleichnamigen Film und dessen Fortsetzung weiterführt, wurde erstmals am 12. Mai 2016 auf dem australischen Streamingdienst Stan ausgestrahlt.

## Inhalt
Beide bisherigen Staffeln folgen wie die Filme dem Serienkiller Mick Taylor. In Staffel 1 tötet er eine amerikanische Touristenfamilie, wobei nur Eve, die 19-jährige Tochter, seinen Angriff überlebt und sich auf eine Rachemission gegen ihn begibt. In Staffel 2 fällt ein Bus verschiedener internationaler Touristen Taylor zum Opfer.

## Besetzung
Die Serie wird bei der Digital Media Technologie in Hamburg vertont. Ilka Schneider schreibt die Dialogbücher, Clemens Gerhard führt die Dialogregie.
- John Jarratt als Mick Taylor (Synchronsprecher: Bernd Stephan)

### Staffel 1
| Rolle                | Schauspieler       | Synchronsprecher      |
| -------------------- | ------------------ | --------------------- |
| Eve Thorogood        | Lucy Fry           | Leonie Landa          |
| Sullivan Hill        | Dustin Clare       | Sascha Rotermund      |
| Bernadette O’Dell    | Deborah Mailman    | Jennifer Böttcher     |
| Ingrid Thorogood     | Maya Stange        | Katrin Decker         |
| Inspector Darwin     | Damian De Montemas | Volker Hanisch        |
| Fatima Johnson       | Miranda Tapsell    | Merete Brettschneider |
| Roland Thorogood     | Robert Taylor      | Achim Buch            |
| Kevin Small          | Matt Levett        | Oliver Böttcher       |
| Kane Jurkewitz       | Richard Cawthorne  | Konstantin Graudus    |
| Ruth Ngata           | Rachel House       | Ulrike Johannson      |
| Kirsty Hill          | Jessica Tovey      | Elena Wilms           |
| Ginger Jurkewitz     | Eddie Baroo        | Ole Jacobsen          |
| Janine Howard        | Alicia Gardiner    | Freya Trampert        |
| Jesus (Ben Mitchell) | Fletcher Humphrys  | Christian Rudolf      |
| Ann-Marie            | Liana Cornell      | Joanna Semmelrogge    |

### Staffel 2
- Tess Haubrich als Rebecca
- Matt Day als Brian
- Felicity Price als Nina
- Julian Pulvermacher als Oskar
- Jason Chong als Steve
- Adam Fiorentino als Johnny
- Charlie Clausen als Danny
- Christopher Kirby als Bruce
- Laura Wheelwright als Kelly
- Elsa Cocquerel als Michelle
- Josephine Langford als Emma
- Elijah Williams als Wade
- Ben Oxenbould als Davo
- Stephen Hunter als Richie
- Chris Haywood als Tom

## Veröffentlichung im deutschsprachigen Raum
Die erste Staffel der Serie, veröffentlicht durch Polyband Medien, ist am 25. Mai 2018 erschienen.